# Abolició dels senyorius a Espanya
L'abolició dels senyorius a Espanya va ser realitzada l'1 de juliol del 1811 per les Corts de Cadis, i constitueix la peça bàsica del conjunt de canvis que va significar la revolució burgesa a Espanya. Del 4 de juny a l'1 de juliol del 1811, es va estar debatent (encara que ja s'havia estat plantejant abans) a Cadis, l'abolició dels senyorius, que finalment va ser aprovada. El decret abolia els senyorius jurisdiccionals convertint-los en propietat privada, el vassallatge i les prestacions personals al senyor, obrint pas a un major desplegament de les relacions socials i econòmiques capitalistes.
El decret fou abolit per Ferran VII quan va recuperar el tron. Els posteriors governs van aprovar lleis semblants el 1823 (Mendizábal) i el 1837 (Madoz) per a intentar també regular la situació, i van marcar el grau de radicalisme a cada moment, barrejats amb els conflictes entre conservadors i liberals durant les guerres carlines.